# میول‌سافت
میول‌سافت یک شرکت نرم‌افزاری است که نرم‌افزار یکپارچه سازی برای اتصال برنامه‌های کاربردی و داده‌ها و دستگاه‌ها فراهم می‌کند.؛ مرکز اصلی آن در سان فرانسیسکو کالیفرنیا است. شروع به کار از سال ۲۰۰۶ - پلت فرم یکپارچه سازی شرکت Anypoint برای یکپارچه سازی محصولات نرم‌افزار به عنوان خدمات (SaaS) و در محل نرم‌افزارهای سیستم‌های میراث طراحی شده‌است.
در ۲ مه 2018, Salesforce شرکت میول‌سافت را با مبلغ ۶٫۵ میلیارد دلار پول نقد و در معامله سهام به دست آورد.

## تاریخچه
Ross Mason (راس میسون) و Dave Rosenberg (دیو روزنبرگ) شرکت MuleSource را در سال ۲۰۰۶ تأسیس کردند. در سال ۲۰۰۹ این شرکت نام خود را به میول‌سافت تغییر داد. 

در سال ۲۰۱۶ میول‌سافت در رتبه بیستم در لیست فوربس ابر ۱۰۰ قرار گرفت. 